# ホオグロオーストラリアムシクイ
ホオグロオーストラリアムシクイ （学名：Malurus coronatus）は、スズメ目オーストラリアムシクイ科オーストラリアムシクイ属の鳥類。

## 分布
オーストラリア（西オーストラリア州北部からノーザンテリトリーにかけての地域、および、カーペンタリア湾南西部の地域）

## 形態
全長14-16cm。
繁殖期のオスは頭部が紫色で、頭頂、過眼線、首の後ろが黒色。背面と脚は茶褐色、喉はオフホワイト。
メスは頭部は灰色で、耳羽は栗色、過眼線は白い。
また雌雄ともにくちばしは黒色、尾羽は青色、腹面は淡い褐色。

## 分類
2亜種が確認されている。
- M. c. coronatus：基亜種で西オーストラリア州北部からノーザンテリトリー北部にかけて分布する。
- M. c. macgillivrayi：カーペンタリア湾南西部に分布する亜種。繁殖期のオスの腹部はオフホワイトである。

## 生態
川沿いの下層植生の発達した場所に生息するほか、マングローブでも見られる。
ペアもしくは家族単位の小さな群れで行動し、なわばりを持つ。
食性は昆虫食の強い雑食性で、その他に小さな種子や果実なども採食する。

## 参照・注釈
- Michael Morcombe,Field Guide to Australian Birds, Steve Panish Publishing, 2004, ISBN 9781740215596